# Mordellistena festiva
Mordellistena festiva es una especie de coleóptero de la familia Mordellidae.

## Distribución geográfica
Habita en México.